# William Hindman
William Hindman (Dorchester megye, 1743. április 1. – Baltimore, 1822. január 19.) az Amerikai Egyesült Államok szenátora (Maryland, 1800–1801).

## Élete
A marylandi Dorchester megyében született, Jacob Hindman és Mary Trippe gyermekeként. William Londonban tanult.